# República Checa nos Jogos Olímpicos de Inverno de 2018
A Chéquia participou dos Jogos Olímpicos de Inverno de 2018, realizados na cidade de Pyeongchang, na Coreia do Sul.
O país fez sua sétima aparição em Olimpíadas de Inverno desde que estreou nos Jogos de 1994, em Lillehammer. Sua delegação foi composta de 93 atletas que competiram em treze das quinze modalidades em disputa.

## Medalhas
| Atleta            | Esporte                 | Evento                           | Medalha |
| ----------------- | ----------------------- | -------------------------------- | ------- |
| Ester Ledecká     | Esqui alpino            | Super-G feminino                 | Ouro    |
| Ester Ledecká     | Snowboard               | Slalom gigante paralelo feminino | Ouro    |
| Michal Krčmář     | Biatlo                  | Velocidade masculino             | Prata   |
| Martina Sáblíková | Patinação de velocidade | 5000 m feminino                  | Prata   |
| Veronika Vítková  | Biatlo                  | Velocidade feminino              | Bronze  |
| Eva Samková       | Snowboard               | Snowboard cross feminino         | Bronze  |
| Karolína Erbanová | Patinação de velocidade | 500 m feminino                   | Bronze  |

## Desempenho

### Biatlo
Feminino
| Atleta                                                             | Evento           | Tempo     | Penalidades | Pos.              |
| ------------------------------------------------------------------ | ---------------- | --------- | ----------- | ----------------- |
| Markéta Davidová                                                   | Velocidade       | 22:03.3   | 1 (1+0)     | 15º               |
| Markéta Davidová                                                   | Perseguição      | 33:29.8   | 6 (1+2+1+2) | 25º               |
| Markéta Davidová                                                   | Individual       | 47:06.7   | 5 (1+1+0+3) | 57º               |
| Markéta Davidová                                                   | Largada coletiva | 37:23.8   | 3 (0+1+1+1) | 18º               |
| Jessica Jislová                                                    | Velocidade       | 22:29.1   | 1 (1+0)     | 23º               |
| Jessica Jislová                                                    | Perseguição      | 33:24.3   | 3 (0+1+1+1) | 23º               |
| Jessica Jislová                                                    | Individual       | 49:00.6   | 5 (1+1+0+3) | 72º               |
| Eva Puskarčíková                                                   | Velocidade       | 23:19.8   | 3 (2+1)     | 43º               |
| Eva Puskarčíková                                                   | Perseguição      | 33:53.8   | 3 (2+1+0+0) | 32º               |
| Eva Puskarčíková                                                   | Individual       | 46:22.0   | 3 (1+0+2+0) | 44º               |
| Veronika Vítková                                                   | Velocidade       | 21:32.0   | 1 (0+1)     | Medalha de bronze |
| Veronika Vítková                                                   | Perseguição      | 32:12.6   | 3 (0+1+0+2) | 7º                |
| Veronika Vítková                                                   | Individual       | 44:31.5   | 3 (1+1+1+0) | 18º               |
| Veronika Vítková                                                   | Largada coletiva | 36:57.8   | 1 (0+0+0+1) | 14º               |
| Markéta Davidová Jessica Jislová Eva Puskarčíková Veronika Vítková | Revezamento      | 1:13:59.7 | 4 (0+4)     | 12º               |

Masculino
| Atleta                                                       | Evento           | Tempo     | Penalidades | Pos.             |
| ------------------------------------------------------------ | ---------------- | --------- | ----------- | ---------------- |
| Michal Krčmář                                                | Velocidade       | 23:43.2   | 0 (0+0)     | Medalha de prata |
| Michal Krčmář                                                | Perseguição      | 36:41.6   | 7 (2+0+3+2) | 30º              |
| Michal Krčmář                                                | Individual       | 49:19.3   | 1 (0+1+0+0) | 7º               |
| Michal Krčmář                                                | Largada coletiva | 38:09.9   | 5 (1+1+1+2) | 26º              |
| Ondřej Moravec                                               | Velocidade       | 24:46.7   | 1 (1+0)     | 29º              |
| Ondřej Moravec                                               | Perseguição      | 38:45.9   | 8 (1+2+2+3) | 51º              |
| Ondřej Moravec                                               | Individual       | 49:56.9   | 1 (0+0+0+1) | 12º              |
| Ondřej Moravec                                               | Largada coletiva | 36:23.6   | 1 (0+0+0+1) | 11º              |
| Michal Šlesingr                                              | Velocidade       | 26:06.0   | 4 (0+4)     | 69º              |
| Michal Šlesingr                                              | Individual       | 52:35.5   | 4 (0+3+0+1) | 45º              |
| Adam Václavík                                                | Velocidade       | 26:15.4   | 4 (2+2)     | 73º              |
| Adam Václavík                                                | Individual       | 54:31.7   | 6 (0+4+1+1) | 67º              |
| Michal Krčmář Ondřej Moravec Michal Šlesingr Jaroslav Soukup | Revezamento      | 1:19:23.6 | 15 (2+13)   | 7º               |

Misto
| Atleta                                                         | Evento      | Tempo     | Penalidades | Pos. |
| -------------------------------------------------------------- | ----------- | --------- | ----------- | ---- |
| Michal Krčmář Ondřej Moravec Markéta Davidová Veronika Vítková | Revezamento | 1:10:13.6 | 8 (5+3)     | 8º   |

### Bobsleigh
Masculino
| Atleta                                                   | Evento  | Final     | Final     | Final     | Final       | Final   | Final |
| Atleta                                                   | Evento  | Descida 1 | Descida 2 | Descida 3 | Descida 4   | Total   | Pos.  |
| -------------------------------------------------------- | ------- | --------- | --------- | --------- | ----------- | ------- | ----- |
| Jakub Havlín Jan Vrba                                    | Duplas  | 49.93     | 50.07     | 49.86     | Não avançou | 2:29.86 | 23º   |
| Dominik Dvořák Jakub Nosek                               | Duplas  | 49.70     | 49.63     | 49.67     | 49.86       | 3:18.86 | 17º   |
| David Egydy Jan Stokláska Dominik Suchý Jan Vrba         | Equipes | 49.73     | 49.81     | 50.05     | Não avançou | 2:29.59 | 24º   |
| Dominik Dvořák Jaroslav Kopřiva Jakub Nosek Jan Šindelář | Equipes | 49.07     | 49.97     | 50.05     | Não avançou | 2:29.09 | 21º   |

### Combinado nórdico
| Atleta                                                 | Evento                  | Salto de esqui | Salto de esqui | Salto de esqui | Cross-country | Cross-country | Total   | Total |
| Atleta                                                 | Evento                  | Distância      | Pontos         | Pos.           | Tempo         | Pos.          | Tempo   | Pos.  |
| ------------------------------------------------------ | ----------------------- | -------------- | -------------- | -------------- | ------------- | ------------- | ------- | ----- |
| Lukáš Daněk                                            | Individual pista normal | DSQ            | DSQ            | DSQ            | DNS           | DNS           | DNF     | DNF   |
| Lukáš Daněk                                            | Individual pista longa  | 114.0          | 78.7           | 44º            | 26:36.1       | 46º           | 30:37.1 | 46º   |
| Miroslav Dvořák                                        | Individual pista normal | 95.5           | 89.3           | 28º            | 24:40.4       | 14º           | 27:23.4 | 21º   |
| Miroslav Dvořák                                        | Individual pista longa  | 119.5          | 99.9           | 29º            | 24:23.3       | 29º           | 26:59.3 | 26º   |
| Ondřej Pažout                                          | Individual pista normal | 97.5           | 95.8           | 22º            | 25:46.8       | 37º           | 28:05.8 | 34º   |
| Ondřej Pažout                                          | Individual pista longa  | 124.5          | 105.2          | 26º            | 25:32.4       | 41º           | 27:47.4 | 37º   |
| Tomáš Portyk                                           | Individual pista normal | 89.5           | 89.3           | 29º            | 24:46.4       | 17º           | 27:31.4 | 24º   |
| Tomáš Portyk                                           | Individual pista longa  | 120.5          | 111.5          | 18º            | 24:04.9       | 19º           | 25:54.9 | 19º   |
| Lukáš Daněk Miroslav Dvořák Ondřej Pažout Tomáš Portyk | Equipes                 | 494.0          | 382.2          | 6º             | 48:11.1       | 8º            | 50:07.1 | 7º    |

### Esqui alpino
Feminino
| Atleta              | Evento         | Descida 1 | Descida 1 | Descida 2 | Descida 2 | Total   | Total           |
| Atleta              | Evento         | Tempo     | Pos.      | Tempo     | Pos.      | Tempo   | Pos.            |
| ------------------- | -------------- | --------- | --------- | --------- | --------- | ------- | --------------- |
| Gabriela Capová     | Slalom gigante | 1:15.80   | 34º       | 1:11.62   | 27º       | 2:27.42 | 29º             |
| Gabriela Capová     | Slalom         | 52.96     | 33º       | DNF       | DNF       | DNF     | DNF             |
| Martina Dubovská    | Slalom gigante | DNF       | DNF       | DNF       | DNF       | DNF     | DNF             |
| Martina Dubovská    | Slalom         | 52.90     | 32º       | 51.87     | 29º       | 1:44.77 | 29º             |
| Ester Ledecká       | Super-G        |           |           |           |           | 1:21.11 | Medalha de ouro |
| Ester Ledecká       | Slalom gigante | 1:14.62   | 29º       | 1:10.07   | 16º       | 2:24.69 | 23º             |
| Kateřina Pauláthová | Downhill       |           |           |           |           | 1:44.69 | 26º             |
| Kateřina Pauláthová | Super-G        |           |           |           |           | 1:24.48 | 33º             |
| Kateřina Pauláthová | Slalom gigante | DNF       | DNF       | DNF       | DNF       | DNF     | DNF             |
| Kateřina Pauláthová | Combinado      | 1:44.83   | 20º       | 44.26     | 17º       | 2:29.09 | 17º             |

Masculino
| Atleta         | Evento         | Descida 1 | Descida 1 | Descida 2 | Descida 2 | Total   | Total |
| Atleta         | Evento         | Tempo     | Pos.      | Tempo     | Pos.      | Tempo   | Pos.  |
| -------------- | -------------- | --------- | --------- | --------- | --------- | ------- | ----- |
| Ondřej Berndt  | Super-G        |           |           |           |           | 1:28.30 | 35º   |
| Ondřej Berndt  | Combinado      | 1:21.81   | 34º       | 48.10     | 10º       | 2:09.91 | 16º   |
| Ondřej Berndt  | Slalom gigante | DNF       | DNF       | DNF       | DNF       | DNF     | DNF   |
| Ondřej Berndt  | Slalom         | DNF       | DNF       | DNF       | DNF       | DNF     | DNF   |
| Filip Forejtek | Downhill       |           |           |           |           | 1:44.79 | 38º   |
| Filip Forejtek | Super-G        |           |           |           |           | 1:28.06 | 34º   |
| Filip Forejtek | Combinado      | 1:22.56   | 45º       | DNF       | DNF       | DNF     | DNF   |
| Filip Forejtek | Slalom gigante | 1:12.91   | 36º       | 1:13.16   | 32º       | 2:26.07 | 31º   |
| Filip Forejtek | Slalom         | DNF       | DNF       | DNF       | DNF       | DNF     | DNF   |
| Jan Hudec      | Downhill       |           |           |           |           | 1:46.42 | 45º   |
| Jan Hudec      | Super-G        |           |           |           |           | DNF     | DNF   |
| Adam Kotzmann  | Slalom gigante | DNF       | DNF       | DNF       | DNF       | DNF     | DNF   |
| Adam Kotzmann  | Slalom         | DNF       | DNF       | DNF       | DNF       | DNF     | DNF   |
| Jan Zabystřan  | Downhill       |           |           |           |           | 1:46.60 | 46º   |
| Jan Zabystřan  | Super-G        |           |           |           |           | 1:29.68 | 40º   |
| Jan Zabystřan  | Combinado      | 1:23.65   | 54º       | DNF       | DNF       | DNF     | DNF   |
| Jan Zabystřan  | Slalom gigante | DNF       | DNF       | DNF       | DNF       | DNF     | DNF   |
| Jan Zabystřan  | Slalom         | DNF       | DNF       | DNF       | DNF       | DNF     | DNF   |

Misto
| Atleta                                                        | Evento  | Oitavas                | Quartas                | Semifinal              | Final                  | Final       |
| Atleta                                                        | Evento  | Adversário e resultado | Adversário e resultado | Adversário e resultado | Adversário e resultado | Pos.        |
| ------------------------------------------------------------- | ------- | ---------------------- | ---------------------- | ---------------------- | ---------------------- | ----------- |
| Ondřej Berndt Filip Forejtek Gabriela Capová Martina Dubovská | Equipes | ITA Itália D 1–3       | Não avançou            | Não avançou            | Não avançou            | Não avançou |

### Esqui cross-country
Feminino
| Atleta                                                                 | Evento                 | Qualificatória   | Qualificatória | Quartas       | Quartas     | Semifinal   | Semifinal   | Final       | Final       |
| Atleta                                                                 | Evento                 | Tempo            | Pos.           | Tempo         | Pos.        | Tempo       | Pos.        | Tempo       | Pos.        |
| ---------------------------------------------------------------------- | ---------------------- | ---------------- | -------------- | ------------- | ----------- | ----------- | ----------- | ----------- | ----------- |
| Kateřina Beroušková                                                    | 10 km livre            |                  |                |               |             |             |             | 28:14.4     | 45º         |
| Kateřina Beroušková                                                    | 15 km skiathlon        | Clássico 23:03.9 | 34º            | Livre 20:56.3 | 38º         |             |             | 44:32.7     | 38º         |
| Kateřina Beroušková                                                    | 30 km clássico         |                  |                |               |             |             |             | 1:31:41.4   | 23º         |
| Kateřina Beroušková                                                    | Velocidade individual  | 3:20.09          | 23º            | 3:27.43       | 6º          | Não avançou | Não avançou | Não avançou | Não avançou |
| Barbora Havlíčková                                                     | 10 km livre            |                  |                |               |             |             |             | 29:00.7     | 57º         |
| Barbora Havlíčková                                                     | 15 km skiathlon        | Clássico 23:52.3 | 53º            | Livre 20:48.4 | 35º         |             |             | 45:12.1     | 43º         |
| Karolína Grohová                                                       | Velocidade individual  | 3:30.91          | 43º            | Não avançou   | Não avançou | Não avançou | Não avançou | Não avançou | Não avançou |
| Petra Hynčicová                                                        | 10 km livre            |                  |                |               |             |             |             | 29:09.9     | 60º         |
| Petra Hynčicová                                                        | 15 km skiathlon        | Clássico 23:42.0 | 48º            | Livre 21:22.5 | 47º         |             |             | 45:42.4     | 47º         |
| Petra Hynčicová                                                        | 30 km clássico         |                  |                |               |             |             |             | 1:39:14.7   | 39º         |
| Petra Hynčicová                                                        | Velocidade individual  | 3:32.03          | 45º            | Não avançou   | Não avançou | Não avançou | Não avançou | Não avançou | Não avançou |
| Petra Nováková                                                         | 10 km livre            |                  |                |               |             |             |             | 27:33.8     | 28º         |
| Petra Nováková                                                         | 15 km skiathlon        | Clássico 23:25.9 | 28º            | Livre 19:56.9 | 18º         |             |             | 43:55.6     | 28º         |
| Kateřina Beroušková Petra Nováková                                     | Velocidade por equipes |                  |                |               |             | 16:53.06    | 5º          | Não avançou | Não avançou |
| Kateřina Beroušková Karolína Grohová Barbora Havlíčková Petra Nováková | Revezamento 4x5 km     |                  |                |               |             |             |             | 55:17.1     | 11º         |

Masculino
| Atleta                                        | Evento                 | Qualificatória   | Qualificatória | Quartas       | Quartas     | Semifinal   | Semifinal   | Final       | Final       |
| Atleta                                        | Evento                 | Tempo            | Pos.           | Tempo         | Pos.        | Tempo       | Pos.        | Tempo       | Pos.        |
| --------------------------------------------- | ---------------------- | ---------------- | -------------- | ------------- | ----------- | ----------- | ----------- | ----------- | ----------- |
| Martin Jakš                                   | 15 km livre            |                  |                |               |             |             |             | 35:05.2     | 16º         |
| Martin Jakš                                   | 30 km skiathlon        | Clássico 40:53.2 | 19º            | Livre 35:27.0 | 4º          |             |             | 1:16:53.8   | 9º          |
| Martin Jakš                                   | 50 km clássico         |                  |                |               |             |             |             | 2:12:32.6   | 8º          |
| Petr Knop                                     | 15 km livre            |                  |                |               |             |             |             | 35:35.5     | 24º         |
| Petr Knop                                     | 30 km skiathlon        | Clássico 42:29.8 | 43º            | Livre 37:10.7 | 34º         |             |             | 1:20:12.1   | 38º         |
| Petr Knop                                     | 50 km clássico         |                  |                |               |             |             |             | 2:29:20.9   | 55º         |
| Michal Novák                                  | 15 km livre            |                  |                |               |             |             |             | 36:42.4     | 46º         |
| Michal Novák                                  | Velocidade individual  | 3:28.33          | 60º            | Não avançou   | Não avançou | Não avançou | Não avançou | Não avançou | Não avançou |
| Aleš Razým                                    | 15 km livre            |                  |                |               |             |             |             | 35:59.0     | 30º         |
| Aleš Razým                                    | 30 km skiathlon        | Clássico 43:28.5 | 51º            | Livre 39:29.3 | 55º         |             |             | 1:23:33.8   | 55º         |
| Aleš Razým                                    | 50 km clássico         |                  |                |               |             |             |             | 2:22:06.8   | 41º         |
| Aleš Razým                                    | Velocidade individual  | 3:21.05          | 43º            | Não avançou   | Não avançou | Não avançou | Não avançou | Não avançou | Não avançou |
| Miroslav Rypl                                 | 50 km clássico         |                  |                |               |             |             |             | DNF         | DNF         |
| Miroslav Rypl                                 | Velocidade individual  | 3:27.46          | 56º            | Não avançou   | Não avançou | Não avançou | Não avançou | Não avançou | Não avançou |
| Martin Jakš Aleš Razým                        | Velocidade por equipes |                  |                |               |             | 16:08.78    | 5º q        | 16:24.83    | 7º          |
| Martin Jakš Petr Knop Michal Novák Aleš Razým | Revezamento 4x10 km    |                  |                |               |             |             |             | 1:37:23.0   | 10º         |

### Esqui estilo livre
Ski cross
| Atleta         | Evento   | Ranqueamento | Ranqueamento | Oitavas | Quartas | Semifinal   | Final       | Final       |
| Atleta         | Evento   | Tempo        | Pos.         | Posição | Posição | Posição     | Posição     | Pos.        |
| -------------- | -------- | ------------ | ------------ | ------- | ------- | ----------- | ----------- | ----------- |
| Nikol Kučerová | Feminino | 1:15.61      | 13º          | 2º Q    | 4º      | Não avançou | Não avançou | Não avançou |

### Hóquei no gelo
Masculino
| Equipe | Equipe | Fase de grupos                                                 | Fase de grupos | Play-offs              | Quartas                        | Semifinal                             | Final                                | Pos. |
| Equipe | Equipe | Adversário e resultado                                         | Pos.           | Adversário e resultado | Adversário e resultado         | Adversário e resultado                | Adversário e resultado               | Pos. |
| --- | --- | -------------------------------------------------------------- | -------------- | ---------------------- | ------------------------------ | ------------------------------------- | ------------------------------------ | ---- |
| Roman Červenka Michal Birner Dominik Kubalík Ondřej Němec Martin Růžička Jan Kolář Patrik Bartošák Pavel Francouz Dominik Furch Petr Koukal Jan Kovář Michal Jordán Roman Horák | Adam Polášek Michal Řepík Jiří Sekáč Vojtěch Mozík Lukáš Radil Ondřej Vitásek Tomáš Zohorna Michal Vondrka Tomáš Kundrátek Tomáš Mertl Jakub Nakládal Martin Erat | KOR Coreia do Sul V 2–1 CAN Canadá V 3–2 (GWS) SUI Suíça V 4–1 | 1º (Gr. A)     | Bye                    | USA Estados Unidos V 3–2 (GWS) | OAR Atletas Olímpicos da Rússia D 0–3 | Disputa pelo bronze CAN Canadá D 4–6 | 4º   |

### Luge
Feminino
| Atleta         | Evento     | Final     | Final     | Final     | Final       | Final    | Final |
| Atleta         | Evento     | Descida 1 | Descida 2 | Descida 3 | Descida 4   | Total    | Pos.  |
| -------------- | ---------- | --------- | --------- | --------- | ----------- | -------- | ----- |
| Tereza Nosková | Individual | 47.813    | 48.132    | 47.921    | Não avançou | 2:23.866 | 26º   |

Masculino
| Atleta                       | Evento     | Final     | Final     | Final     | Final       | Final    | Final |
| Atleta                       | Evento     | Descida 1 | Descida 2 | Descida 3 | Descida 4   | Total    | Pos.  |
| ---------------------------- | ---------- | --------- | --------- | --------- | ----------- | -------- | ----- |
| Ondřej Hyman                 | Individual | 48.324    | 48.276    | 48.313    | Não avançou | 2:24.913 | 21º   |
| Lukáš Brož Antonín Brož      | Duplas     | 46.570    | 46.582    |           |             | 1:33.152 | 13º   |
| Matěj Kvíčala Jaromír Kudera | Duplas     | 46.818    | 46.910    |           |             | 1:33.728 | 18º   |

Misto
| Atleta                                              | Evento      | Final     | Final     | Final     | Final    | Final | Final |
| Atleta                                              | Evento      | Descida 1 | Descida 2 | Descida 3 | Total    | Pos.  |       |
| --------------------------------------------------- | ----------- | --------- | --------- | --------- | -------- | ----- | ----- |
| Tereza Nosková Ondřej Hyman Lukáš Brož Antonín Brož | Revezamento | 48.238    | 49.178    | 49.645    | 2:27.061 | 12º   |       |

### Patinação artística
| Atleta                       | Evento               | Programa curto | Programa curto | Programa livre | Programa livre | Total       | Total       |
| Atleta                       | Evento               | Pontos         | Pos.           | Pontos         | Pos.           | Pontos      | Pos.        |
| ---------------------------- | -------------------- | -------------- | -------------- | -------------- | -------------- | ----------- | ----------- |
| Michal Březina               | Individual masculino | 85.15          | 9º             | 160.92         | 18º            | 246.07      | 16º         |
| Anna Dušková Martin Bidař    | Duplas               | 63.25          | 15º            | 123.08         | 14º            | 186.33      | 14º         |
| Cortney Mansour Michal Češka | Dança no gelo        | 53.53          | 23º            | Não avançou    | Não avançou    | Não avançou | Não avançou |

### Patinação de velocidade
Feminino
| Atleta            | Evento  | Final   | Final             |
| Atleta            | Evento  | Tempo   | Pos.              |
| ----------------- | ------- | ------- | ----------------- |
| Karolína Erbanová | 500 m   | 37.34   | Medalha de bronze |
| Karolína Erbanová | 1000 m  | 1:14.95 | 7º                |
| Martina Sáblíková | 3000 m  | 4:00.54 | 4º                |
| Martina Sáblíková | 5000 m  | 6:51.85 | Medalha de prata  |
| Nikola Zdráhalová |         |         |                   |
| 1000 m            | 1:16.43 | 19º     |                   |
| 1500 m            | 1:58.03 | 11º     |                   |
| 3000 m            | 4:11.36 | 15º     |                   |

Largada coletiva
| Atleta            | Evento   | Semifinal | Semifinal | Semifinal | Final  | Final   | Final |
| Atleta            | Evento   | Pontos    | Tempo     | Pos.      | Pontos | Tempo   | Pos.  |
| ----------------- | -------- | --------- | --------- | --------- | ------ | ------- | ----- |
| Nikola Zdráhalová | Feminino | 60        | 8:32.22   | 1º        | 1      | 8:41.35 | 8º    |

### Patinação de velocidade em pista curta
Feminino
| Atleta             | Evento | Preliminar | Preliminar | Quartas     | Quartas     | Semifinal   | Semifinal   | Final       | Final       |
| Atleta             | Evento | Tempo      | Pos.       | Tempo       | Pos.        | Tempo       | Pos.        | Tempo       | Pos.        |
| ------------------ | ------ | ---------- | ---------- | ----------- | ----------- | ----------- | ----------- | ----------- | ----------- |
| Michaela Sejpalová | 1500 m | 2:30.012   | 4º         | Não avançou | Não avançou | Não avançou | Não avançou | Não avançou | Não avançou |

### Salto de esqui
Masculino
| Atleta                                                       | Evento                  | Qualificação | Qualificação | Qualificação | 1ª rodada   | 1ª rodada   | 1ª rodada   | Final       | Final       | Final       | Total       | Total       |
| Atleta                                                       | Evento                  | Distância    | Pontos       | Pos.         | Distância   | Pontos      | Pos.        | Distância   | Pontos      | Pos.        | Pontos      | Pos.        |
| ------------------------------------------------------------ | ----------------------- | ------------ | ------------ | ------------ | ----------- | ----------- | ----------- | ----------- | ----------- | ----------- | ----------- | ----------- |
| Lukáš Hlava                                                  | Pista longa por equipes | 106.5        | 62.2         | 52º          | Não avançou | Não avançou | Não avançou | Não avançou | Não avançou | Não avançou | Não avançou | Não avançou |
| Roman Koudelka                                               | Pista normal individual | 97.5         | 114.5        | 24º Q        | 98.0        | 103.5       | 25º Q       | 103.0       | 105.7       | 25º         | 209.2       | 25º         |
| Roman Koudelka                                               | Pista longa por equipes | 116.5        | 80.9         | 41º Q        | 125.5       | 115.9       | 25º Q       | 122.0       | 107.1       | 25º         | 223.0       | 25º         |
| Čestmír Kožíšek                                              | Pista normal individual | 81.0         | 80.6         | 54º          | Não avançou | Não avançou | Não avançou | Não avançou | Não avançou | Não avançou | Não avançou | Não avançou |
| Čestmír Kožíšek                                              | Pista longa por equipes | 132.5        | 104.0        | 23º Q        | 112.0       | 124.5       | 28º Q       | 113.0       | 93.1        | 29º         | 205.1       | 29º         |
| Viktor Polášek                                               | Pista normal individual | 88.0         | 90.1         | 47º Q        | 92.0        | 81.9        | 44º         | Não avançou | Não avançou | Não avançou | Não avançou | Não avançou |
| Viktor Polášek                                               | Pista longa por equipes | 110.5        | 77.1         | 45º Q        | 116.5       | 94.4        | 44º         | Não avançou | Não avançou | Não avançou | Não avançou | Não avançou |
| Vojtěch Štursa                                               | Pista normal individual | 83.5         | 81.5         | 53º          | Não avançou | Não avançou | Não avançou | Não avançou | Não avançou | Não avançou | Não avançou | Não avançou |
| Roman Koudelka Čestmír Kožíšek Viktor Polášek Vojtěch Štursa | Pista longa por equipes |              |              |              | 458.5       | 370.1       | 10º         | Não avançou | Não avançou | Não avançou | Não avançou | Não avançou |

### Snowboard
Livre
| Atleta             | Evento               | Qualificatória | Qualificatória | Qualificatória | Qualificatória | Final       | Final       | Final       | Final       | Final       |
| Atleta             | Evento               | Descida 1      | Descida 2      | Melhor         | Pos.           | Descida 1   | Descida 2   | Descida 3   | Melhor      | Pos.        |
| ------------------ | -------------------- | -------------- | -------------- | -------------- | -------------- | ----------- | ----------- | ----------- | ----------- | ----------- |
| Šárka Pančochová   | Big air feminino     | 65.50          | 30.00          | 65.50          | 19º            | Não avançou | Não avançou | Não avançou | Não avançou | Não avançou |
| Šárka Pančochová   | Slopestyle feminino  | Cancelado      | Cancelado      | Cancelado      | Cancelado      | 43.46       | 39.18       | CAN         | 43.46       | 16º         |
| Kateřina Vojáčková | Big air feminino     | 19.00          | 10.50          | 19.00          | 26º            | Não avançou | Não avançou | Não avançou | Não avançou | Não avançou |
| Petr Horák         | Slopestyle masculino | 41.93          | 39.05          | 41.93          | 15º            | Não avançou | Não avançou | Não avançou | Não avançou | Não avançou |

Slalom gigante paralelo
| Atleta        | Evento   | Preliminar | Preliminar | Oitavas               | Quartas               | Semifinal               | Final               | Final           |
| Atleta        | Evento   | Tempo      | Pos.       | Posição               | Posição               | Posição                 | Posição             | Pos.            |
| ------------- | -------- | ---------- | ---------- | --------------------- | --------------------- | ----------------------- | ------------------- | --------------- |
| Ester Ledecká | Feminino | 1:28.90    | 1º         | SUI P. Kummer V –0.71 | AUT D. Ulbing V –0.97 | GER R. Hofmeister V DNF | GER S. Jörg V –0.45 | Medalha de ouro |

Snowboard cross
| Atleta            | Evento    | Ranqueamento | Ranqueamento | Ranqueamento | Ranqueamento | Ranqueamento | Ranqueamento | Oitavas | Quartas     | Semifinal   | Final       | Final             |
| Atleta            | Evento    | Descida 1    | Descida 1    | Descida 2    | Descida 2    | Melhor       | Pos.         | Oitavas | Quartas     | Semifinal   | Final       | Final             |
| Atleta            | Evento    | Tempo        | Pos.         | Tempo        | Pos.         | Melhor       | Pos.         | Posição | Posição     | Posição     | Posição     | Pos.              |
| ----------------- | --------- | ------------ | ------------ | ------------ | ------------ | ------------ | ------------ | ------- | ----------- | ----------- | ----------- | ----------------- |
| Vendula Hopjáková | Feminino  | DNF          | DNF          | DNF          | DNF          | DNF          | 24º          |         | DNS         | Não avançou | Não avançou | Não avançou       |
| Eva Samková       | Feminino  | 1:16.84      | 1º           | Bye          | Bye          | 1:16.84      | 1º           |         | 2º Q        | 1º QA       | 3º          | Medalha de bronze |
| Jan Kubičík       | Masculino | 1:15.73      | 29º          | 1:16.25      | 10º          | 1:15.73      | 32º          | 5º      | Não avançou | Não avançou | Não avançou | Não avançou       |

Legenda
| Recorde mundial      | Recorde mundial (World record)               |                       | Recorde africano                      | Recorde africano (African) |                                           | Q | Classificado por posição (Qualified) |
| Recorde olímpico     | Recorde olímpico (Olympic record)            | Recorde da América    | Recorde da América (Americas)         | q                          | Classificado por melhor tempo (Qualified) |   |                                      |
| Melhor marca do ano  | Melhor marca do ano (World leading)          | Recorde asiático      | Recorde asiático (Asian)              | DNS                        | Não largou (Did not start)                |   |                                      |
| Recorde nacional     | Recorde nacional (National record)           | Recorde europeu       | Recorde europeu (European)            | DNF                        | Não terminou (Did not finish)             |   |                                      |
| Recorde pessoal      | Recorde pessoal do atleta (Personal best)    | Recorde da Oceania    | Recorde da Oceania (Oceania)          | DSQ / DQ                   | Desclassificado (Disqualified)            |   |                                      |
| Recorde da temporada | Recorde da temporada do atleta (Season best) | Recorde sul-americano | Recorde sul-americano (South America) | NM                         | Sem marca (No mark)                       |   |                                      |

### Patinação de velocidade
| Recorde de pista | Recorde da pista (Track record)               |  |  |
| QA               | Classificado para a final A                   |  |  |
| QB               | Classificado para a final B                   |  |  |
| ADV              | Classificado após decisão arbitral (Advanced) |  |  |
| PEN              | Pênalti                                       |  |  |
| YC               | Cartão amarelo (Yellow Card)                  |  |  |